# James Sherwood
James Blair Sherwood (New Castle, 8 de agosto de 1933 – 18 de maio de 2020) foi um empresário nascido nos Estados Unidos e de nacionalidade britânica, mais conhecido no Brasil por ter adquirido, em 1989, o hotel Copacabana Palace, integrando-o à sua rede Orient Express.

## Biografia
Sherwood cresceu em Lexington, no estado de Kentucky, e graduou-se em economia pela Yale University.
Após atuar como advogado por algum tempo, serviu como tenente na Marinha dos Estados Unidos no Extremo Oriente, atuando no serviço secreto de fornecimento de armas para Sukarno durante as lutas contra os comunistas na Indonésia.
Em 1965 começou sua atividade empresarial, fundando a Sea Containers, uma das primeiras empresas a trabalhar no transporte de contêineres do mundo, tornando-se bilionário quando chegou aos 40 anos de idade.
Casou-se com Dr. Shirley (A.M. Cross) Sherwood, em 31 de Dezembro de 1977. Shirley eh colecionadora e autora de livros sobre ilustracoes botanicas. A Shirley Sherwood Gallery of Botanical Art, galeria que leva seu nome, inaugurada em 19 de abril de 2008 em Kew Gardens, e a primeira galeria no mundo dedicada exclusivamente a arte botanica. Em 2012 Dr. Sherwood foi agraciada com o titulo de OBE - Oficial da Ordem do Imperio Britanico - por relevantes servicos prestados a arte botanica.
Apreciador da gastronomia, fundou seu próprio restaurante privado em Londres. Na década de 1970 publicou um livro com críticas mordazes dos restaurantes londrinos, que se tornou um guia obrigatório na área.
Adquiriu vários hotéis famosos ao longo do tempo, aproveitando-se de momentos de crise nos países em que estavam situados - como por exemplo o Cipriani de Veneza, adquirido quando a Itália enfrentava o terrorismo das Brigadas Vermelhas, e que passou a valer 70 vezes mais do que pagou inicialmente; ou o principal hotel da Cidade do Cabo, quando a África do Sul parecia mergulhar numa guerra civil com o fim do apartheid.
O mesmo se deu com o Copacabana, no Brasil, adquirido no auge de uma crise econômica que fizera o país quase falir; após uma reforma que levou cinco anos, tornou-se um dos mais importantes hotéis do mundo.
Sua paixão por trens o fez criar o modelo do Expresso do Oriente, atravessando a lendária ponte do rio Kwai, ligando as selvas de Singapura a Bangcoc, na Tailândia, ou a rota que vai da antiga capital inca de Cuzco ao Lago Titicaca, nos Andes peruanos.
Morreu no dia 18 de maio de 2020, aos 86 anos, de complicações de uma cirurgia no abdômen.

## Homenagens
Sherwood foi feito, em 1994, cidadão honorário de Veneza - o décimo quinto a receber tal honraria, desde que foi proclamada a república italiana em 1867, sendo naquela cidade membro do conselho da coleção Peggy Guggenheim.
No ano de 2002 recebeu do presidente Fernando Henrique Cardoso a medalha da Ordem Nacional do Cruzeiro do Sul, no grau de "Grande Oficial", de acordo com Decreto de 25 de outubro de 2002, sendo ministro das relações exteriores Celso Lafer.